# Hyundai Heavy Industries
Hyundai Heavy Industries Co., Ltd. (HHI) je največje ladjedelniško podjetje na svetu.Sedež podjetja je v Ulsanu, Južna Koreja.
Podjetje je razdeljeno v sedem divizij:
- Ladjedelništvo: kontejnerske ladje, vrtalne ladje, LNG tankerji in druge ladje
- Gradbeni stroji: kopači, nakladalniki, valjarji, viličarji
- Odobalna industrija in inženiring: FPSO
- Industrija in inženiring: oprema za elektrarne in rafinerije in oprema za desalinizacijo
- Motorji in stroji: ladijski, motorji, parne turbine, industrijski roboti
- Električni sistemi: transformatorji in druga oprema
- Obnovljiva energija: vetrne turbine, sončna energija

## Konkurenčna podjetja
- Aker Solutions
- General Dynamics
- Doosan Heavy Industries & Construction
- Samsung Heavy Industries
- Daewoo Shipbuilding & Marine Engineering (DSME)
- STX Corporation
- Hanjin Heavy Industries
- Caterpillar Inc.
- Komatsu